# Kościół Jana Chrzciciela w Bielsku-Białej
Kościół Jana Chrzciciela w Bielsku-Białej – zabytkowy kościół ewangelicko-augsburski w Bielsku-Białej, znajdujący się w dzielnicy Stare Bielsko, przy ul. Jana III Sobieskiego. Jest kościołem parafialnym (parafia Jana Chrzciciela) i należy do diecezji cieszyńskiej.
Kościół ufundowała powstała w 1814 parafia ewangelicka w Starym Bielsku. Kamień węgielny poświęcił 12 maja 1818 ks. superintendent Johann Georg Schmitz. Świątynia została zbudowana w latach 1818-1827, w południowo-zachodniej części XI-wiecznego grodziska w Starym Bielsku, przez mistrza budowlanego Jerzego Biowskiego z Bielska w stylu klasycystycznym. W 1848 r. pozwolono ewangelikom budować wieże kościelne, dzięki czemu przystąpiono do przebudowy kościoła – podwyższono świątynię o jedno piętro i dobudowano wieżę nakrytą baniastym hełmem, którą poświęcono w 1852 r. Kościół jest budowlą trójnawową, z licznymi oknami na trzech kondygnacjach. Nawy boczne wypełnione są na trzech piętrach przez drewniane empory (trzecie są ślepe), typowe dla świątyń protestanckich. Klasycystyczne wyposażenie pochodzi w dużej mierze z 1827 r. W jego skład wchodzą:
- niski ołtarz kamienny z czterema marmurowymi kolumnami i rzeźbami czterech Ewangelistów, z nadbudowaną drewnianą amboną u góry i rzeźbą Chrystusa na baldachimie
- późnobarokowa chrzcielnica
- organy
- cztery kryształowe żyrandole fundacji cechów rzemieślniczych

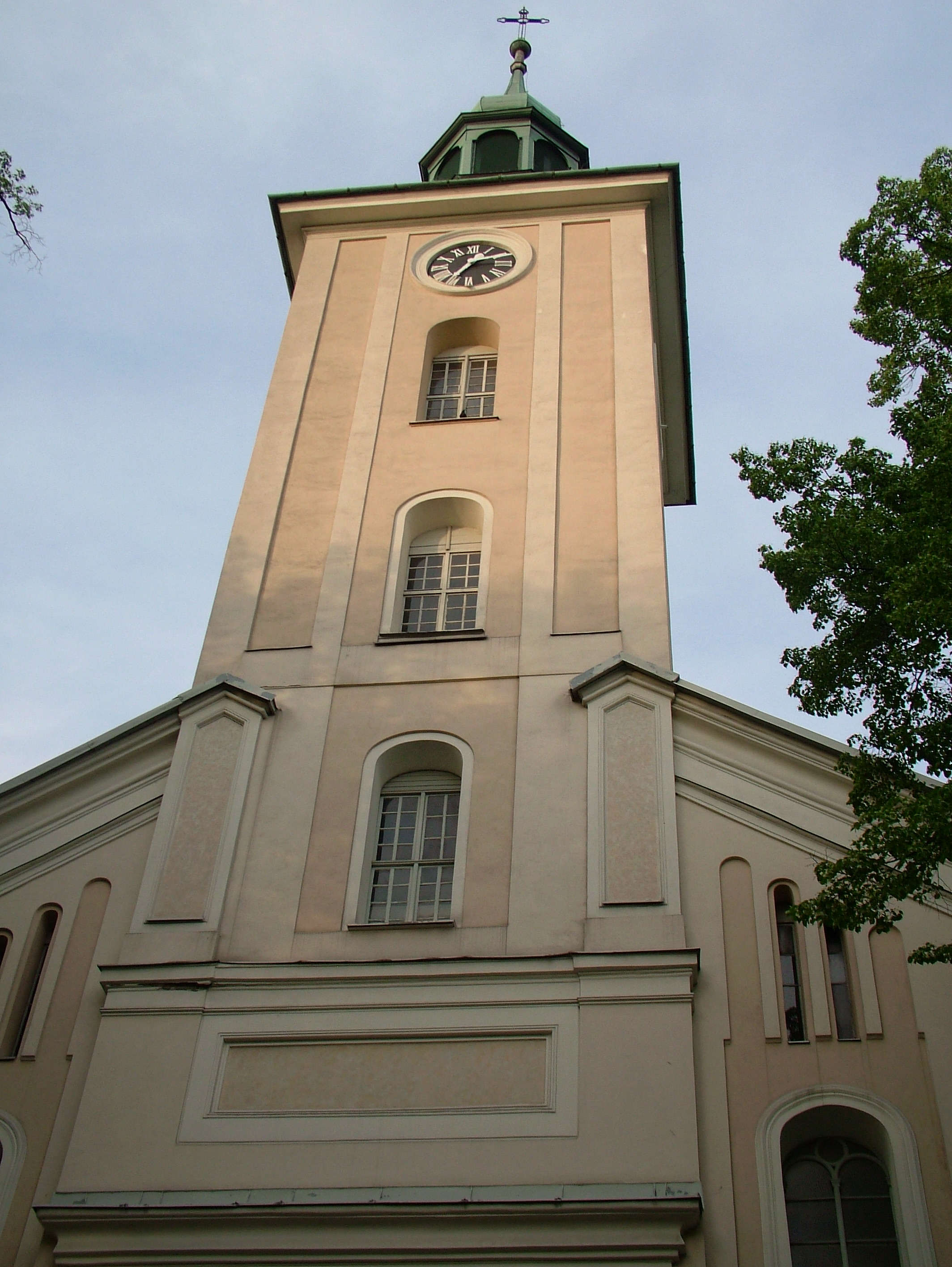
Wieża kościoła
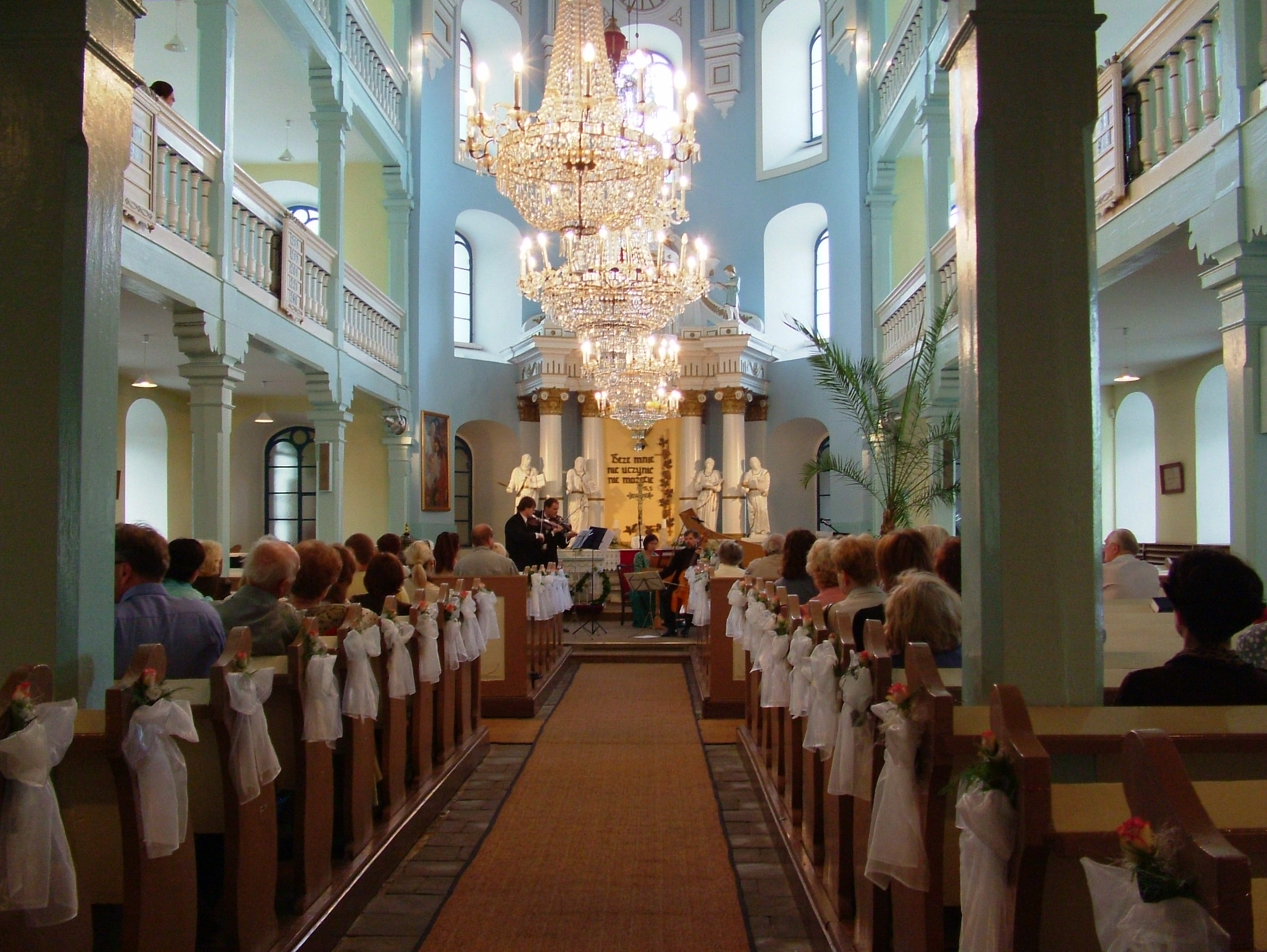
Wnętrze kościoła
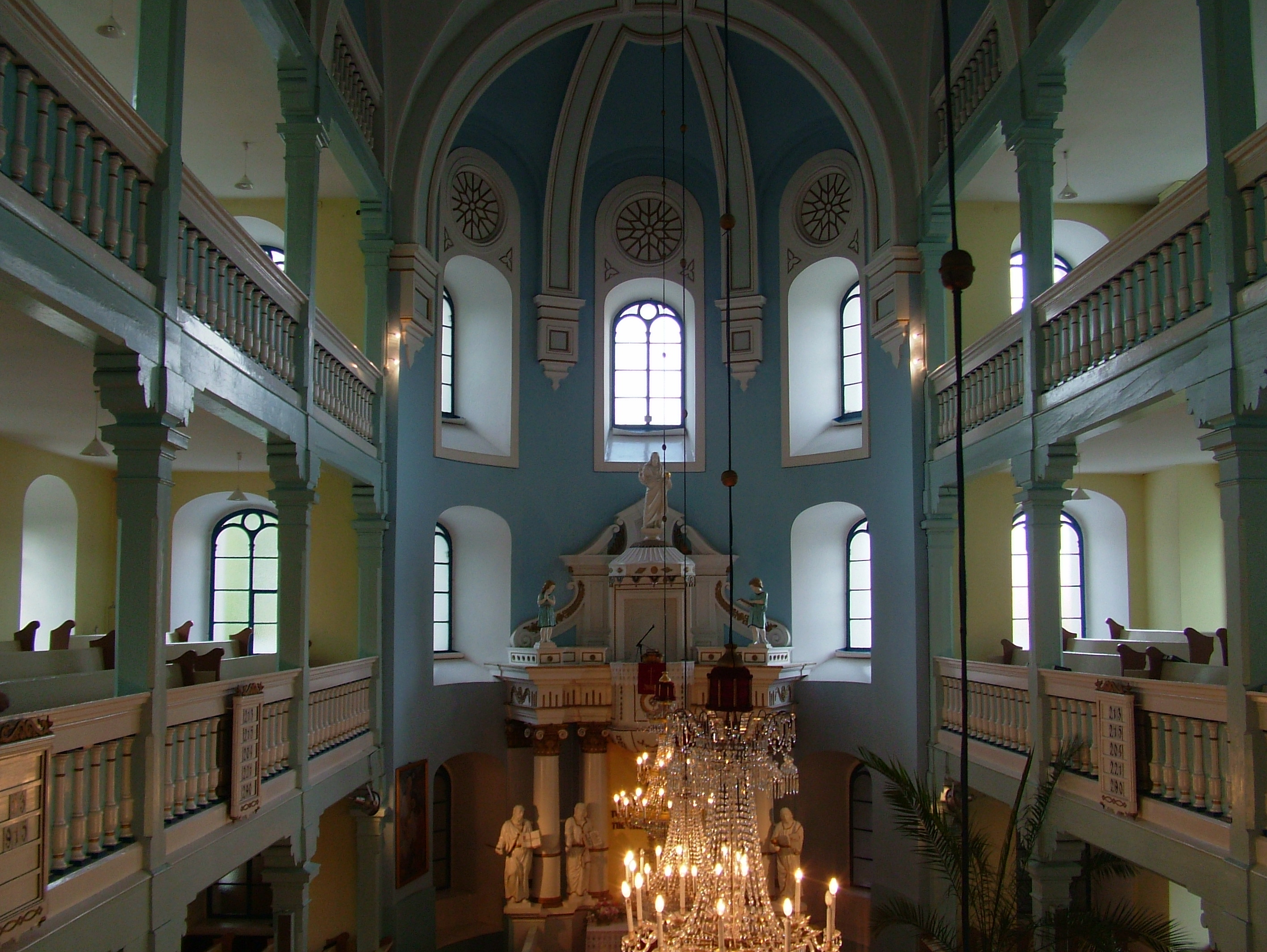
Wnętrze kościoła
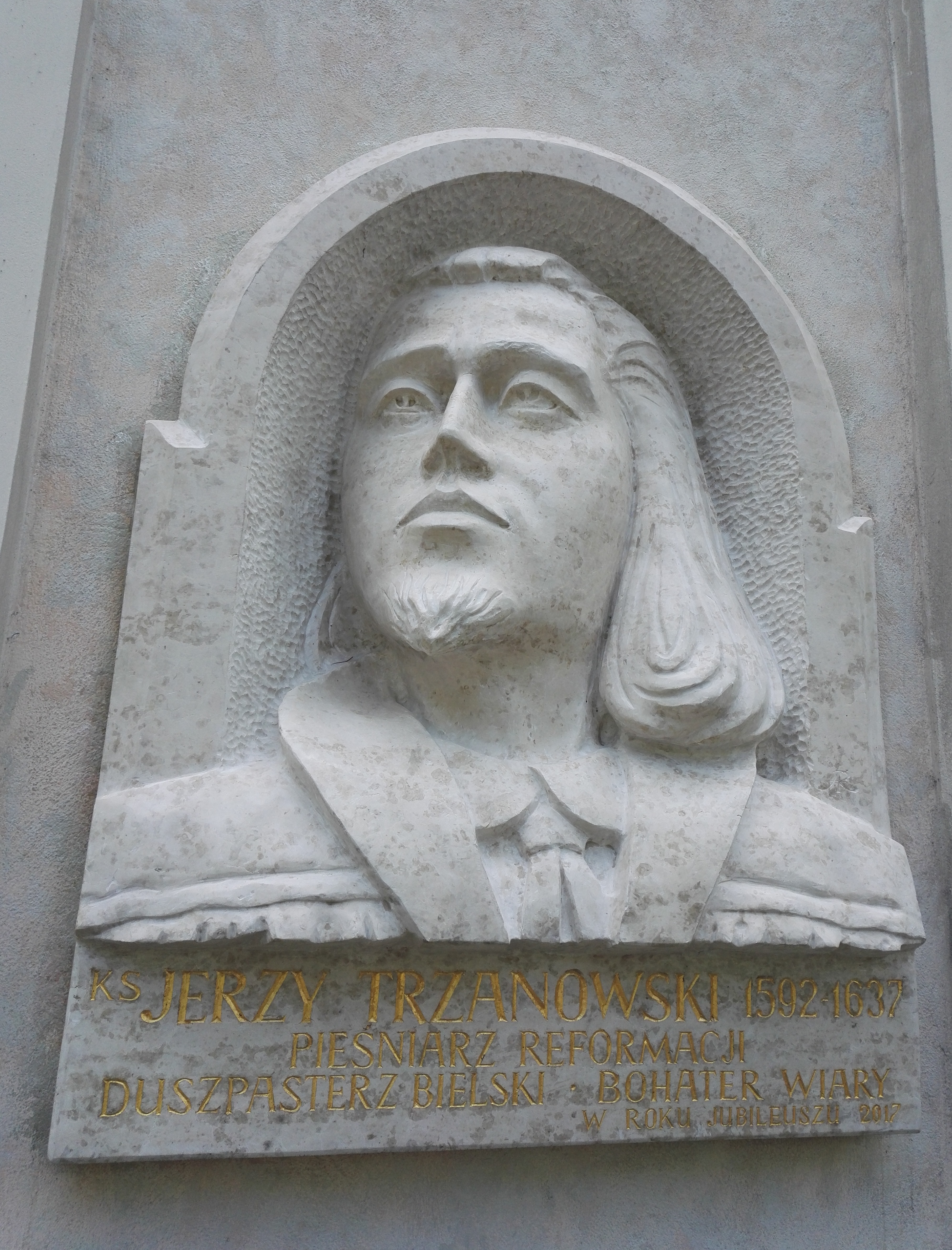
Tablica na kościele